# Alpnach
Alpnach és un municipi del cantó d'Obwalden (Suïssa).